# Christina (rivière)
Pour les articles homonymes, voir Christina.
Le Christina est une rivière américaine d'une longueur de 56 km qui coule dans les états de Pennsylvanie, du Maryland et du Delaware. Il est un affluent du Delaware qu'il rejoint à Wilmington.

## Source de la traduction
- (en) Cet article est partiellement ou en totalité issu de l’article de Wikipédia en anglais intitulé « Christina River » (voir la liste des auteurs).
- Pour l'ensemble des points mentionnés sur cette page : voir sur OpenStreetMap (aide), Bing Cartes (aide) ou télécharger au format KML (aide).